# Kung Lie av Zhou
Kung Lie av Zhou, var en kinesisk monark. Han var kung av Zhoudynastin 375–369 f.Kr.